# Лизистрат
Лизистрат (гр. Λυσίστρατος) е древногръцки скулптор от 4 в. пр.н.е. Брат е на Лизип. Според написаното от Плиний Стари в „Естествена история“, е работил около 328 г. пр.н.е.. Стремил се е към портретна точност, също както и Лизип, но се е стараел да я постигне по механичен път. Плиний казва, че на Лизистрат първи е дошла идеята да снеме гипсова маска от жив човек. Скулптури на Лизистрат не са достигнали до наше време. От писмени извори знаем единствено името на негово произведение, пресъздаващо Меланипа.